# Phrynarachne tuberculata
Phrynarachne tuberculata es una especie de araña cangrejo del género Phrynarachne, familia Thomisidae. Fue descrita científicamente por William Joseph Rainbow en 1899.

## Distribución
Esta especie se encuentra en Nueva Guinea.

## Tratamiento taxonómico
La especie aparece registrada y publicada en Contribution to a knowledge of Papuan Arachnida. Records of the Australian Museum 3: 108–118.